# Шупелка
Шупелка (макед. шупелка) — духовий музичний інструмент, що поширений на Балканах, в основному у Македонії. Різновид діагональної флейти. Назва походить від македонського слова «шуплив», тобто «порожній».

## Опис
Ззовні схожий на кавал, але коротший — довжина інструмента варіює від 24 до 35 см. Шупелка виготовляється з горіхового дерева, дерену, осики або клена. Цей інструмент має шість отворів і звужується біля амбушурного отвору. На ньому грають трьома середніми пальцями обох рук і він тримається під кутом 45°.
Шупелка має монолітний корпус і не підлягає настройці. За своїм звучанням шупелка охоплює хроматичну шкалу (дві октави), за винятком першої ноти нижньої октави. У нижньому регістрі шупелка дає м'який і приємний звук, а у верхньому — звук гострий і пронизливий, дещо шиплячий тембр.

## Використання
Шупелка є традиційним музичним інструментом македонських чабанів. За межами Македонії має певне використання у Сербії, Болгарії, Албанії та на півночі Греції. Професійно використовується для сольних імпровізацій, а також з іншими інструментами.